# Conservatoire Benedetto Marcello de Venise
Le conservatoire Benedetto Marcello de Venise est une école de musique installée dans la ville de Venise depuis 1876. Il prit le nom du compositeur et musicien Benedetto Marcello.

## Présentation
Le conservatoire de musique de Venise fut créé en 1876 sous le nom de "Liceo e Società Musicale Benedetto Marcello".
En 1915, il devint une école de musique régionale sous le nom de "Liceo Civico Musicale Pareggiato Benedetto Marcello".
En 1940, Gian Francesco Malipiero en fait un conservatoire national de musique sous le nom de "Conservatorio di Stato  Benedetto Marcello".
Le patrimoine musical de sa bibliothèque est un des plus riches en Italie, en particulier pour la musique des XVIIe et XVIIIe siècles.

## Directeurs du conservatoire
- Pier Adolfo Tirindelli
- Marco Enrico Bossi
- Ermanno Wolf-Ferrari
- Gian Francesco Malipiero
- Davide Liani
- Gabriele Bianchi

## Professeurs du conservatoire
- Nicolò Coccon
- Ernesto Rubin de Cervin Albrizzi
- Marco Gemmani
- Egida Giordani Sartori
- Ettore Gracis
- Bruno Maderna
- Roberto Micconi
- Arturo Benedetti Michelangeli
- Giuseppe Sinopoli
- Pier Adolfo Tirindelli

## Élèves célèbres
- Mario Bernardi
- Mario Brunello
- Egida Giordani Sartori (1910-1999), claveciniste et professeure de musique classique italienne.
- Ettore Gracis
- Francesco de Guarnieri
- Adriano Lualdi
- Bruno Maderna
- Arturo Benedetti Michelangeli
- Luigi Nono
- Katia Ricciarelli
- Giuseppe Sinopoli
- Gino Tagliapietra
- Pier Adolfo Tirindelli
- Giancarlo Toniutti
- Alvise Vidolin